# 封口曼人面蟹
封口曼人面蟹（学名：Homolomannia occlusa）为人面蟹科曼人面蟹屬下的一个种。